# McClure (Colombie-Britannique)
Pour les articles homonymes, voir McClure.
McLure est un établissement humain situé dans la province de la Colombie-Britannique, dans le sud-est.
La localité se trouve à 48 km au nord de Kamloops